# Adam Morrison
Adam Morrison, född 9 februari 1991 i Surrey, British Columbia, är en kanadensisk professionell ishockeymålvakt som tillhör NHL-organisationen Boston Bruins och spelar för South Carolina Stingrays i ECHL. Han tidigare spelat för Providence Bruins i AHL, Utah Grizzlies i ECHL och Saskatoon Blades och Vancouver Giants i WHL.
Morrison draftades i tredje rundan i 2009 års draft av Philadelphia Flyers som 81:a spelare totalt.

## Statistik
M = Matcher, V = Vinster, F = Förluster, O = Oavgjorda, ÖF = Förluster på övertid eller straffar, MIN = Spelade minuter, IM = Insläppta Mål, N = Hållit nollan, GIM = Genomsnitt insläppta mål per match, R% = Räddningsprocent

### Grundserie
| Källa: Uppdaterad: 2014-05-17 | Källa: Uppdaterad: 2014-05-17 | Källa: Uppdaterad: 2014-05-17 | Källa: Uppdaterad: 2014-05-17 | Källa: Uppdaterad: 2014-05-17 | Källa: Uppdaterad: 2014-05-17 | Källa: Uppdaterad: 2014-05-17 | Källa: Uppdaterad: 2014-05-17 | Källa: Uppdaterad: 2014-05-17 | Källa: Uppdaterad: 2014-05-17 | Källa: Uppdaterad: 2014-05-17 | Källa: Uppdaterad: 2014-05-17 | Källa: Uppdaterad: 2014-05-17 |  |
| Säsong                        | Lag                           | Liga                          | M                             | V                             | F                             | O                             | ÖF                            | MIN                           | IM                            | N                             | GIM                           | R%                            |  |
| ----------------------------- | ----------------------------- | ----------------------------- | ----------------------------- | ----------------------------- | ----------------------------- | ----------------------------- | ----------------------------- | ----------------------------- | ----------------------------- | ----------------------------- | ----------------------------- | ----------------------------- |  |
| 2008–2009                     | Saskatoon Blades              | WHL                           | 13                            | 9                             | 1                             | 1                             | —                             | 746                           | 31                            | 1                             | 2.49                          | .907                          |  |
| 2009–2010                     | Saskatoon Blades              | WHL                           | 36                            | 18                            | 13                            | 3                             | —                             | 2040                          | 112                           | 1                             | 3.29                          | .895                          |  |
| 2010–2011                     | Saskatoon Blades              | WHL                           | 30                            | 16                            | 7                             | 3                             | —                             | 1601                          | 77                            | 2                             | 2.89                          | .901                          |  |
| 2011–2012                     | Saskatoon Blades              | WHL                           | 2                             | 1                             | 1                             | 0                             | —                             | 120                           | 9                             | 0                             | 4.50                          | .866                          |  |
|                               | Vancouver Giants              | WHL                           | 55                            | 35                            | 16                            | 3                             | —                             | 3137                          | 144                           | 1                             | 2.75                          | .901                          |  |
|                               | Providence Bruins             | AHL                           | 1                             | 0                             | 1                             | 0                             | —                             | 59                            | 4                             | 0                             | 4.09                          | .897                          |  |
| 2012–2013                     | South Carolina Stingray       | ECHL                          | 10                            | 1                             | 6                             | 2                             | —                             | 574                           | 39                            | 0                             | 4.07                          | .877                          |  |
|                               | Utah Grizzlies                | ECHL                          | 14                            | 6                             | 6                             | 2                             | —                             | 833                           | 48                            | 0                             | 3.46                          | .903                          |  |
| 2013–2014                     | South Carolina Stingrays      | ECHL                          | 2                             | 2                             | 0                             | 0                             | —                             | 125                           | 7                             | 0                             | 3.36                          | .883                          |  |
| AHL totalt                    | AHL totalt                    | AHL totalt                    | 1                             | 0                             | 1                             | 0                             | —                             | 59                            | 4                             | 0                             | 4.09                          | .897                          |  |
| ECHL totalt                   | ECHL totalt                   | ECHL totalt                   | 24                            | 7                             | 12                            | 4                             | —                             | 1407                          | 87                            | 0                             | 3.76                          | .890                          |  |
| WHL totalt                    | WHL totalt                    | WHL totalt                    | 136                           | 79                            | 38                            | 10                            | —                             | 7644                          | 373                           | 5                             | 3.18                          | .894                          |  |

### Slutspel
| 2011–2012  | Vancouver Giants | WHL        | 6 | 2 | 4 | 363 | 22 | 0 | 3.64 | .874 |
| WHL totalt | WHL totalt       | WHL totalt | 6 | 2 | 4 | 363 | 22 | 0 | 3.64 | .874 |